# Рот-Хальвакс, Сисси
Сисси Рот-Хальвакс (нем. Sissy Roth-Halvax; 2 сентября 1946, Вена, Австрия — 21 августа 2009, Мариа-Ланцендорф, Нижняя Австрия, Австрия) — австрийский государственный деятель, президент бундесрата (2006).

## Биография
Окончила гостиничный колледж, трудовую деятельность начала в 1964 году ресепшионисткой.
В 1965 году перешла на работу в Австрийское туристическое бюро, затем становится руководителем кадрового и правового департамента «Austria Trend Hotels». В её подчинении находились 24 отеля и около 1000 сотрудников.
Политическая карьера Рот-Хальвакс началась в 1990 году, когда она была назначена заместителем председателя совета общины округа Вена и земли Нижняя Австрия.
В 1998—2003 годах — депутат ландтага Нижней Австрии.
С 2000 года до конца жизни — мэр Мариа-Ланцендорфа.
В 2003—2008 годах — членом австрийского Бундесрата, в первом полугодии 2006 года — его президент.